# تياغو أندريه (لاعب كرة قدم برتغالي)
تياغو أندريه هو لاعب كرة قدم برتغالي في مركز الهجوم، ولد في 20 أكتوبر 1983 في فافي في البرتغال. لعب مع نادي إيسبينهو.

## وصلات خارجية
- تياغو أندريه (لاعب كرة قدم برتغالي) على موقع قاعدة بيانات كرة القدم.إي يو (الإنجليزية)
- تياغو أندريه (لاعب كرة قدم برتغالي) على موقع Soccerway.com (الإنجليزية)